# Unterseeboot UB-115
Pour les autres navires du même nom, voir Unterseeboot 115.
L'Unterseeboot UB-115 est un sous-marin (U-Boot) allemand de type UB III utilisé par la Kaiserliche Marine pendant la Première Guerre mondiale. Il fut le seul sous-marin allemand mis en service sous le numéro 115.
L'UB-115 a été coulé à la position 55° 13′ N, 1° 22′ O par des navires de guerre britanniques, dont le HMS Ouse et le HMS Star, et le dirigeable rigide R29 à l’aide de grenades anti-sous-marines et de bombes aériennes.

## Conception
Comme tous les sous-marins de type UB III, l'UB-115 avait un déplacement de 519 tonnes en surface et de 649 tonnes en immersion. Ses moteurs lui permettaient de naviguer à 13,3 nœuds (24,6 km/h) en surface et à 7,4 nœuds (13,7 km/h) en immersion. Il avait un rayon d'action de 7420 milles de marins (13740 km) à sa vitesse de croisière. L'UB-115 transportait 10 torpilles et était armé d’un canon de pont de 10,5 cm SK L/45. L'UB-115 avait un équipage pouvant compter jusqu’à 3 officiers et 31 hommes.

## Historique des services
L'UB-115 a été construit par Blohm & Voss de Hambourg. Après un peu moins d’un an de construction, il a été lancé à Hambourg le 4 novembre 1917. Il a été mis en service au printemps de l’année suivante sous le commandement de l'Oberleutnant zur See Reinhold Thomsen.

## Perte
Le 29 septembre 1918, alors qu’il est sous le commandement de Reinhold Thomsen, l'UB-115 est attaqué par des chalutiers armés (entre autres le Viola), le dirigeable R29, le HMS Ouse et le HMS Star. L'UB-115 a été bombardé jusqu’à ce qu’il soit détruit. Il a été coulé à la position 55° 14′ 46″ N, 1° 22′ 45″ O, à environ 4,5 milles marins (8,3 km) au nord-est de Beacon Point, Newton-by-the-Sea, au large du Northumberland. Les 39 hommes à bord du sous-marin sont morts dans le naufrage,.
L’épave de l'UB-115 repose en deux morceaux et est recouverte de coraux mous et d’une accrétion formée de cendres volantes provenant d’une centrale électrique locale.

## Affectations
- Flottille des Flandres I : du 3 au 29 septembre 1918

## Commandants
- Oberleutnant zur See Reinhold Thomsen[6] : du 28 mai au 29 septembre 1918

## Navires coulés
| Date              | Nom      | Nationalité    | Tonnage | Destin. |
| ----------------- | -------- | -------------- | ------- | ------- |
| 21 septembre 1918 | Staithes | United Kingdom | 336     | Coulé   |